# Harry Rilbe
Svante Harry Rilbe, född Svensson 7 juli 1913 i Göteborgs domkyrkoförsamling, död 10 juli 1997 i Spånga församling, var en svensk kemist. 
Rilbe blev 1936 filosofie magister och tog 1946 doktorsexamen. Han var 1947-1963 docent i kemi vid Uppsala universitet och var 1963-1979 professor i fysikalisk kemi vid Chalmers tekniska högskola.
Rilbe invaldes 1977 som ledamot av Ingenjörsvetenskapsakademien.